# Dinolarnaca furcilla
Dinolarnaca furcilla är en insektsart som beskrevs av Andrej Vasiljevitj Gorochov 2008. Dinolarnaca furcilla ingår i släktet Dinolarnaca och familjen Gryllacrididae. Inga underarter finns listade i Catalogue of Life.